# Кузык, Борис Николаевич
Бори́с Никола́евич Кузы́к (род. 19 октября 1958, Александровка, Кировоградская область) — российский бизнесмен и экономист. Генерал-майор запаса. Доктор экономических и технических наук, профессор кафедры управления бизнес-проектами НИЯУ «МИФИ». Академик РАН (2011), заслуженный деятель науки Российской Федерации.

## Биография
В 1979 году с отличием окончил Ярославское высшее военное финансовое училище им. А. В. Хрулева (специальность — «финансист-экономист»). Служил в Дальневосточном военном округе начальником финслужбы батальона, в дальнейшем — руководителем финансово-экономической службы дивизионного и армейского звена (1979—1984).
В 1987 году с отличием окончил военный факультет Московского финансового института.
Работал старшим специалистом, начальником группы, заместитель начальника Управления специальных работ, руководителем управления Центрального финансового управления Министерства обороны по стратегическому планированию (1987—1993); первым заместителем начальника Главного управления по военно-техническому сотрудничеству с зарубежными странами Министерства внешних экономических связей России (1993—1994); сотрудником Государственной компании по экспорту и импорту вооружений и военной техники «Росвооружение»; научным консультантом службы безопасности президента России. В 1994—1998 годах — помощник президента России по вопросам военно-технического сотрудничества России с зарубежными странами (1994—1998); в 1998—2000 годах — советник руководителя Администрации президента РФ (1998—2000).
В 1991 году защитил кандидатскую, а в 1996 году — докторскую диссертации по экономическим наукам.
В 1998—2009 годах — руководитель Института экономических стратегий, основанного в 1990 году.
В 2005 году защитил диссертацию на соискание учёной степени доктора технических наук по теме «Разработка моделей и методов решения проблемы оборонной и энергетической безопасности» (официальные оппоненты А. И. Дивеев, В. Б. Рудаков, А. А. Слепов). Генерал-майор запаса.
В 1990—2000-е годы являлся генеральным директором компании «Новые программы и концепции» и Национальной инновационной компании «Новые энергетические проекты».
22 мая 2003 года избран членом-корреспондентом РАН, а 22 декабря 2011 года — действительным членом РАН по Отделению общественных наук РАН.

## Научная деятельность
Научные интересы связаны с вопросами экономики. Изучил особенности формирования инновационной системы России, разработал комплекс предложений по развитию и реструктуризации высокотехнологичного комплекса, обеспечению экономической безопасности России, поддержке наукоёмких отраслей, долгосрочной стратегии социально-экономического развития России. Предложил комплексную систему мер в области экономического обеспечения национальной программы «Водородная энергетика».
Б. Н. Кузык — автор более 200 научных работ (включая 26 монографий). Под его руководством подготовлены и защищены 12 кандидатских и 5 докторских диссертаций.

## Награды и премии[2]
- Лауреат Государственной премии Российской Федерации[7]
- Почётное звание «Заслуженный деятель науки Российской Федерации» (2000) — за заслуги в научной деятельности[8]
- Золотая медаль имени Н. Д. Кондратьева (РАЕН, 2004)
- Медаль имени В. В. Леонтьева
- Медаль имени Н. И. Вавилова

## Основные работы
- Россия — 2050: стратегия инновационного прорыва. М.: Экономика, 2004;
- Ивантер В. В., Кузык Б. Н. Будущее России: инерционное развитие или инновационный прорыв? — М.: Институт экономических стратегий, 2005.
- Экономика военной сферы, Учебник. — М.: «Знание», 2006. — 224 с.
- Кузык Б. Н., Яковец Ю. В. Цивилизации: теория, история, диалог, будущее. Тт. 1—2. — М.: Институт экономических стратегий, 2006.
- Китай-Россия 2050: стратегия соразвития. — М.: Институт экономических стратегий, 2006.
- Кузык Б. Н., Шаумян Т. Л. Индия — Россия: Стратегия партнерства в XXI веке. — М.: Институт экономических стратегий, 2009. — 1224 с. — ISBN 9785936181580.